# 血痕 警科研・湯川愛子の鑑定ファイル
『血痕 警科研・湯川愛子の鑑定ファイル』（けっこん けいかけん・ゆかわあいこのかんていファイル）は、2004年から2013年までTBS系で放送されたテレビドラマシリーズ。全4回。主演は竹下景子。
放送枠は「月曜ミステリー劇場」（第1作）、「月曜ゴールデン」（第2作 - 第4作）。
中央警察科学研究所（通称：警科研）とは警視庁管轄の部署で、研究官たちは血液型鑑定、DNA鑑定などの捜査技術を駆使して犯罪の真実に迫る。

## キャスト

### 中央警察科学研究所 生物第三・第四研究室
湯川愛子
演 - 竹下景子
研究官。犯罪捜査の証拠固めを支えるエキスパート。娘の朋美と二人暮らしで、群馬県高崎市に亡夫の墓がある（第4作）。
杉山博史
演 - 松田悟志（第1作）
愛子の助手。愛子とともに殺人事件のあった長野県松本市へ向う。
佐野利行
演 - 菊池均也（第1作・第2作）
愛子の同僚。
佐野利行
演 - 吉川裕朋（第4作）
愛子の助手。愛子とともに群馬県警の応援に駆け付ける。
樋口英一郎
演 - 鈴木ヒロミツ（第1作・第2作）
室長。愛子の上司。
殿村泰男
演 - 佐藤B作（第3作）
室長。愛子の上司。
杉山晴彦
演 - ベンガル（第4作）
室長。

### その他
湯川朋美
演 - 三船美佳（幼少期：若山詩音〈第1作〉）
愛子の娘。世田谷総合病院の看護師。

### ゲスト
第1作「松本の一家惨殺事件! AB型の犯人は誰? 血の痕をたぐり警察科学研究所の鑑定官が執念で暴いた真実」（2004年）
- 金井玲子（スナックのホステス・城山の元愛人） - 深浦加奈子
- 沢井俊夫（松本東警察署 刑事） - 志村東吾
- 吉岡清志（剛の家庭教師） - 永山たかし
- 城山剛（城山と玲子の息子・高校生） - 渡辺琢磨
- 藤井（長野県警捜査一課 刑事） - 中根徹
- 城山則文（城山病院 院長） - 望月太郎
- 木川（長野県警捜査一課 刑事） - 大塚幸太
- 川上佐千代（千佳の母） - 津山登志子
- 川上千佳（剛の同級生・朋美の担当患者） - 田川恵理
- 角田（松本東警察署 署長） - 須永慶
- 山根（松本東警察署 鑑識課長） - 沼崎悠
- 城山春江（城山の妻） - 相本久美子
- 遠藤由起夫（無職） - 徳井優
- 坂下信夫（城山病院 事務局長） - 越村公一
- 佐々木貴代 - 御園まゆ美
- 楢崎房子（多摩総合病院 婦長） - 三谷侑未
- レポーター - 川本けい子
- 研究官 - 檜尾健太
- 秋津昇（秋津の息子） - 佐野泰臣
- 秋津幸三（長野県警捜査一課 警部補） - 夏八木勲

第2作「殺人事件は月曜日の夜に起きる!! 奇妙な死体残された謎の血痕が語る犯人とは…真相は7年前の未解決事件に」（2007年）
- 保坂幸治（静岡県警科学捜査研究所 法医学研究官・愛子の弟子） - 加勢大周
- 早崎素子（蕎麦屋店員・保坂の婚約者） - 芳本美代子
- 今村律子（スナック「Newウララ」経営者） - 小松みゆき
- 中根（静岡県警科学捜査研究所 法医学研究官・保坂の同僚） - 近江谷太朗
- 木村（静岡県警 刑事・茅野の部下） - 若林久弥
- 川嶋勝彦（フランス料理「グランシェヌー」店長） - 出光秀一郎（幼少期：吉田悠真）
- 浅野（蕎麦屋店主） - 志賀圭二郎
- 成宮秀一（小説家・成宮の息子） - 塩田貞治
- 長谷部和明（静岡県立中央がんセンター 医師・朋美の元同僚） - 鈴木ユウジ
- 恵美（静岡県警 鑑識） - 舟木幸
- 律子の高校時代の友人 - 鯨エマ
- 栗原みどり（OL） - 正木佐和
- 西本由紀（殺人被害者） - 松本知佐
- 静岡県警 刑事 - 加藤英真
- 後藤三郎（ヤクザ・律子の元恋人） - 光宣
- 高木（居酒屋店主） - 藤田新
- 犯人の子ども時代の母親 - 鈴木秀香
- 茅野（静岡県警 刑事） - 中原丈雄
- 成宮英光（静岡地検 検事） - 石橋蓮司

第3作「幼女誘拐事件の犯人は死者!? 警科研への死者からの挑戦か? 真相は1年前の殺人事件…飛び散った血痕が語る」（2010年）
- 舟木涼子（舟木の妻・目黒の元中学非常勤理科教師） - 国生さゆり
- 塚本澄江（新任看護士長） - 筒井真理子
- 田辺紀代子（土門の元妻） - 山下容莉枝
- 杉原三郎（丸菱商事 課長） - 井田國彦
- 高岩良英（鎌倉西警察署 刑事） - 木村栄
- 木川（鎌倉西警察署 刑事） - 泉政行
- 山岸（神奈川県警捜査一課 課長） - 深水三章
- 小池正晴（生物第三研究室 研究官） - 白井圭太
- 西条沙織（舟木の愛人・1年前死亡） - 伊澤恵美子
- 舟木修二（西条沙織の殺人事件の犯人として逮捕・服役中に病死） - 市村直樹
- 化学第三研究室 研究官 - 犬飼若博
- 土門亜美（土門の娘・誘拐される） - 林里音
- 理科教師 - 松原正隆
- 美紀 - 松浦寿來
- 安孫子淳（教授） - 野村信次
- 弁護士事務所事務員 - 今吉祥子
- 居酒屋店員 - 松長延晃
- 土門毅一郎（弁護士） - 田中健

第4作「家族写真に飛び散った血しぶき！殺された父 犯人は家族か?! 遺された血痕の奇妙な形が意外な真相を導く！親から子への永遠の愛」（2013年）
- 森島静江（森島の妻・スーパー「ロヂャース」店員） - 古村比呂
- 森島香織（森島と静江の娘） - 秋月三佳
- 須藤彰俊（群馬県警捜査一課 刑事） - 篠塚勝
- 森島幹夫（会社員） - 谷川昭一朗
- 山下篤志（高崎中央警察署 刑事） - 井上康
- 森島洋一（森島と静江の息子・香織の兄） - 加藤良輔
- 長峰三郎（百合子の夫） - 綱島郷太郎
- 長峰百合子（宇田川写真館に家族写真を撮りに来た女性） - 大家由祐子
- 藤永耕平（群馬県警捜査一課 課長） - 佐渡稔
- 北川（群馬県警捜査一課 刑事） - 佐々木岳史
- 刑事 - 田島俊弥
- 世田谷総合病院 医師 - 坂口進也
- 鑑識 - 内浦純一
- サラリーマン風の男 - 金原泰成
- 宇田川薫（宇田川の娘・10年前死亡） - 團遥香
- コンビニ店員 - 入江賢
- 栗本梨花 - 桐原真奈
- 宇田川源治（宇田川写真館 店主・愛子の亡夫の知人） - 内藤剛志

## スタッフ
- 原作 - 坂井活子「血痕は語る」（第3作）
- 脚本 - 坂田義和、小木曽豊斗
- 演出 - 堀川とんこう
- 編成 - 木村理津（第1作）、高野阿弥子（第2作）、永山由紀子（第3作）
- プロデューサー - 大下晴義（第1作）、横山千賀
- 製作 - TBS、東阪企画

## 放送日程
| 話数 | 放送日        | サブタイトル | 脚本       | 監督         |
| ---- | ------------- | --- | ---------- | ------------ |
| 1    | 2004年8月30日 | 松本の一家惨殺事件! AB型の犯人は誰? 血の痕をたぐり警察科学研究所の鑑定官が執念で暴いた真実                             | 坂田義和   | 堀川とんこう |
| 2    | 2007年6月11日 | 殺人事件は月曜日の夜に起きる!! 奇妙な死体残された謎の血痕が語る犯人とは…真相は7年前の未解決事件に                      | 坂田義和   | 堀川とんこう |
| 3    | 2010年1月25日 | 幼女誘拐事件の犯人は死者!? 警科研への死者からの挑戦か? 真相は1年前の殺人事件…飛び散った血痕が語る                      | 坂田義和   | 堀川とんこう |
| 4    | 2013年6月17日 | 家族写真に飛び散った血しぶき！殺された父 犯人は家族か?! 遺された血痕の奇妙な形が意外な真相を導く！親から子への永遠の愛 | 小木曽豊斗 | 堀川とんこう |